# كارلو كروس
كارلو كروس (بالإيطالية: Carlo Croce)‏ هو متسابق يخت إيطالي، ولد في 9 سبتمبر 1945.

## وصلات خارجية
- كارلو كروس على موقع أوليمبيديا (الإنجليزية)